# Dance Tracks Vol.1
Albums de Namie Amuro
Sweet 19 Blues
(1996)
Singles
1. Taiyō no Season
Sortie : 1995
2. Stop the Music
Sortie : 1995

Dance Tracks Vol.1 est une album studio de Namie Amuro, et le premier de l'artiste, publié par le label Toshiba EMI. 9 jours après la sortie de Dance Tracks Vol.1, elle sort son premier single avec Avex Trax, Body Feels Exit le 25 octobre 1995. L'album atteint la première position des charts Oricon et reste dans les charts pendant 44 semaines.

## Développement
Sorti 3 mois après le dernier single de Super Monkey's, Dance Tracks Vol.1 pourrait presque être classé davantage comme un album de remix que comme un album original. Six des sept singles de Super Monkey's apparaissent sur l'album, tous remixés. La première de ces trois nouvelles chansons donne le coup d'envoi de l'album, Go! Go!: Yume no Hayasade. Suivant la tendance des trois derniers singles de Super Monkey's, il s'agit d'une reprise de la chanson Eurobeat Go Go de DJ NRG. Les deux autres nouvelles chansons, Get My Shinin' et Super Luck! sont des compositions pop originales. Lors d'un entretien en 1996, Namie Amuro exprime regretter avoir sorti des « morceaux bâclés »
Les autres membres des Super Monkey's apparaissent dans la pochette de l'album, mais ne sont crédités d'aucun chant. Ils ne reçoivent pas non plus de crédit pour l'album. Les sept singles originaux de Super Monkey sont accrédités à la fois par Amuro et par le groupe. À la suite du succès massif de cet album et de sa sortie suivante, Sweet 19 Blues via Avex Trax, Toshiba-EMI sort un best of contenant toutes les faces A et B originales de Super Monkey's intitulée Original Tracks Vol.1[réf. souhaitée].

## Accueil
Dance Tracks Vol.1 débute à la première place de l'Oricon Albums Chart, avec 468 240 exemplaires vendus la première semaine. Il tombe à la deuxième place la semaine suivante, avec 132 540 exemplaires vendus. L'album reste dans le top 10 pendant dix semaines non consécutives, et se classe dans le top 300 pendant 44 semaines. Dance Tracks Vol.1 devient le 21e album le plus vendu en 1995, avec 877 960 exemplaires vendus. Il se vend également à 987 490 exemplaires en 1996, devenant le 22e album le plus vendu cette année-là. Dans l'histoire du classement japonais des albums Oricon, Dance Tracks Vol.1 se classe 88e album le plus vendu de tous les temps, avec des ventes physiques cumulées de plus de 1,8 million d'exemplaires. En 1996, l'album est certifié double million par la Recording Industry Association of Japan (RIAJ).

## Liste des pistes
| No  | Titre                                                        | Arrangeur(s)                                       | Durée |
| --- | ------------------------------------------------------------ | -------------------------------------------------- | ----- |
| 1.  | Go! Go! (Yume no Hayasade)                                   | Yasuhiko Hoshino                                   | 4:50  |
| 2.  | Try Me (Watashi o Shinjite) (New Album Mix)                  | Dave Rodgers                                       | 4:04  |
| 3.  | Stop the Music (New Album Mix)                               | Yasuhiko Hoshino                                   | 3:51  |
| 4.  | Get My Shinin'                                               | Yasuhiko Hoshino                                   | 4:02  |
| 5.  | Wagamama wo Yurushite (Groovy Mix)                           | Minoru Komorita Remixé par Yasuhiko Hoshino        | 5:00  |
| 6.  | Aishite Muscat (Groovy Mix)                                  | Minoru Komorita Remixé par Yasuhiko Hoshino        | 4:04  |
| 7.  | Paradise Train (Groovy Mix)                                  | Takao Konishi Remixé par Yasuhiko Hoshino          | 4:31  |
| 8.  | Dancing Junk (Groovy Mix)                                    | Koji Makaino Remixé par Yasuhiko Hoshino           | 4:47  |
| 9.  | Super Luck!                                                  | Yasuhiko Hoshino                                   | 3:56  |
| 10. | Heart ni Hi o Tsukete (New Album Mix)                        | Dave Rodger                                        | 3:29  |
| 11. | Taiyō no Season (New Album Mix)                              | Dave Rodgers                                       | 3:46  |
| 12. | Try Me (Watashi o Shinjite) (Extended Version) (Bonus track) | Dave Rodgers Édité par Takeshi « BUNTA » Matsumoto | 5:11  |
| 13. | Taiyō no Season (Salsoulike Mix) (Piste bonus)               | Dave Rodgers Remixé par Satoshi Hidaka             | 3:30  |

## Classements
| Classements (1995)       | Meilleure position |
| ------------------------ | ------------------ |
| Albums japonais (Oricon) | 21                 |

| Classements (1996)       | Meilleure position |
| ------------------------ | ------------------ |
| Albums japonais (Oricon) | 22                 |

## Artistes
Namie Amuro en est la principale chanteuse. Minako Inoue, Nanako Takushi, Reina Miyauchi, Ritsuko Matsuda, Hisako Arakaki des Super Monkey's sont également présentes aux chœurs.